# Diplycosia pendens
Diplycosia pendens är en ljungväxtart som beskrevs av Herman Otto Sleumer. Diplycosia pendens ingår i släktet Diplycosia och familjen ljungväxter. Inga underarter finns listade i Catalogue of Life.